# Henry James MacGillavry
Henry James MacGillavry (Amsterdam, 12 juni 1908 - Bilthoven, 24 januari 2012) was een Nederlands paleontoloog en geoloog.
MacGillavry was een zoon van de arts T.H. Mac Gillavry en een broer van de kristallografe C.H. MacGillavry. Hij studeerde geologie aan de Universiteit Utrecht en nam deel aan expedities onder leiding van L.M.R. Rutten naar de Nederlandse Antillen (1930) en Cuba (1933). Doel was de geologie van de eilanden beter in kaart te brengen. MacGillavry promoveerde in 1937 met een proefschrift over de geologie van de Cubaanse provincie Camagüey.
Daarbij specialiseerde hij zich in de stratigrafie, de studie van de opeenvolging en vervolgbaarheid van aardlagen. Hij legde zich toe op de studie van fossielen en deed onder andere onderzoek naar rudisten, een uitgestorven groep schelpdieren. Tussen 1952 en 1978 was hij hoogleraar in paleontologie en stratigrafie aan de Universiteit van Amsterdam.
- Digitale Bibliotheek voor de Nederlandse Letteren: macg004
- Gemeinsame Normdatei: 1159018200
- International Standard Name Identifier: 0000 0003 9839 410X
- Nederlandse Thesaurus van Auteursnamen: 144146304
- Virtual International Authority File: 306205531